# Streltsov
Streltsov (russisk: Стрельцов) er en russisk spillefilm fra 2020 instrueret af Ilja Utjitel.
Filmen handler om den sovjetiske fodboldspiller Eduard Streltsov og dennes vanskelige vej til national berømmelse.

## Medvirkende
- Aleksander Petrov som Eduard Streltsov
- Stasja Miloslavskaja som Alla Streltsova
- Aleksandr Jatsenko som Jurij Postnikov
- Vitalij Khajev som Viktor Maslov
- Viktor Dobronravov som Artjomov